# At klappe med een hånd
At klappe med een hånd er en dansk film fra 2001, instrueret af Gert Fredholm. Han har også skrevet manuskript med Gert Duve Skovlund og Mikael Olsen.

## Medvirkende
- Jens Okking
- Peter Gantzler
- Lone Lindorff
- Susanne Juhasz
- Michelle Bjørn-Andersen
- Elsebeth Steentoft
- Anders Hove
- Jesper Christensen
- Ann Eleonora Jørgensen
- Henrik Trenskow
- Bodil Jørgensen
- Lasse Lunderskov
- Torben Zeller
- Mette Munk Plum